# 최인수
최인수(崔仁洙, 1984년 4월 2일~)는 재일 한국인 축구 선수로 포지션은 공격수이다.